# David Affengruber
David Affengruber (Scheibbs, 19 marzo 2001) è un calciatore austriaco, difensore dell'Elche.

## Carriera

### Club
Cresciuto nel settore giovanile del Salisburgo, nel 2019 viene aggregato alla squadra affiliata del Liefering dove debutta fra i professionisti in occasione del match di seconda divisione perso 3-2 contro l'Amstetten; nel gennaio 2020 viene promosso in prima squadra dove gioca 5 incontri nel finale di stagione.
Nel 2021 viene acquistato a titolo definitivo dallo Sturm Graz.

### Nazionale
Ha giocato nelle nazionali giovanili austriache Under-19 ed Under-21.

## Statistiche
Statistiche aggiornate al 30 settembre 2021.

### Presenze e reti nei club
| Stagione        | Squadra         | Campionato      | Campionato | Campionato | Coppe nazionali | Coppe nazionali | Coppe nazionali | Coppe continentali | Coppe continentali | Coppe continentali | Altre coppe | Altre coppe | Altre coppe | Totale | Totale | Totale |
| Stagione        | Squadra         | Comp            | Pres       | Reti       | Comp            | Pres            | Reti            | Comp               | Pres               | Reti               | Comp        | Pres        | Reti        | Pres   | Reti   |        |
| --------------- | --------------- | --------------- | ---------- | ---------- | --------------- | --------------- | --------------- | ------------------ | ------------------ | ------------------ | ----------- | ----------- | ----------- | ------ | ------ | ------ |
| 2019-2020       | Liefering       | 1L              | 28         | 2          |                 | -               | -               |                    | -                  | -                  |             | -           | -           | 28     | 2      |        |
| 2020-2021       | Liefering       | 1L              | 23         | 3          |                 | -               | -               |                    | -                  | -                  |             | -           | -           | 23     | 3      |        |
| 2020-2021       | Salisburgo      | BL              | 5          | 0          | CA              | 1               | 0               |                    | -                  | -                  |             | -           | -           | 6      | 0      |        |
| 2021-2022       | Sturm Graz      | BL              | 9          | 1          | CA              | 2               | 1               | UEL                | 4                  | 0                  |             | -           | -           | 15     | 2      |        |
| Totale carriera | Totale carriera | Totale carriera | 65         | 6          |                 | 3               | 1               |                    | 4                  | 0                  |             | -           | -           | 72     | 7      |        |

## Palmarès

### Club

#### Competizioni nazionali
- Campionato austriaco: 2

Salisburgo: 2020-2021
Sturm Graz: 2023-2024
- Coppa d'Austria: 2

Sturm Graz: 2022-2023, 2023-2024